# اسکی آلپاین در المپیک زمستانی ۱۹۶۴
اسکی آلپاین در بازی‌های المپیک زمستانی ۱۹۶۴ شامل شش رویداد بود که از ۳۰ ژانویه تا ۸ فوریه ۱۹۶۴ در اینسبروک اتریش برگزار شد.

## جدول مدال‌ها
منبع
| رتبه           | کشور                      | طلا | نقره | برنز | مجموع |
| -------------- | ------------------------- | --- | ---- | ---- | ----- |
| ۱              | فرانسه (FRA)              | ۳   | ۳    | ۰    | ۶     |
| ۲              | اتریش (AUT)               | ۳   | ۲    | ۲    | ۷     |
| ۳              | ایالات متحده آمریکا (USA) | ۰   | ۲    | ۲    | ۴     |
| ۴              | تیم متحد آلمان (EUA)      | ۰   | ۰    | ۱    | ۱     |
| مجموع (۴ کشور) | مجموع (۴ کشور)            | ۶   | ۷    | ۵    | ۱۸    |